# オレンジ (アルバム)
『オレンジ』（Orange）は、アメリカのロックバンド、ジョン・スペンサー・ブルース・エクスプロージョンが1994年に発表した3枚目のアルバム。

## 収録曲
1. ベルボトムズ - "Bellbottoms"
2. ディッチ - "Ditch"
3. ダング - "Dang"
4. ヴェリー・レア - "Very Rare"
5. スェット - "Sweat"
6. カウボーイ - "Cowboy"
7. オレンジ - "Orange"
8. ブレンダ - "Brenda"
9. ディセクト - "Dissect"
10. ブルース・X・マン - "Blues X Man"
11. フル・グロウン - "Full Grown"
12. フレヴァー - "Flavor"
13. グレイハウンド - "Greyhound"

### 日本盤のみボーナストラック
1. ベルボトムズ (オールド・ラスカル・ミックス) - "Bellbottoms (Old Rascal Remix by U.N.K.L.E.)"
2. フレヴァー (リミックス・パート1&2 By ベック) - "Flavor (Remix Part 1 & 2 by Beck)"